# Kamlarz
Kamlarz (z niem. Kämmerer) – dawniej miejski zarządca skarbu. Urzędnik zarządzający finansami miejskimi i nadzorujący działalność gospodarczą miasta (zbieranie czynszów, finansowanie prac budowlanych, remontów). 
Burmistrzowie miast osobiście nie zajmowali się obrotem finansowym. Od XIV wieku funkcjonowały w radach miejskich urzędy kamlerskie, mające w swej gestii dochody i wydatki miasta. Kamlarzem mianowano osobę o dużym zaufaniu i doświadczeniu w sprawach miejskich, co było bardzo odpowiedzialnym i intratnym stanowiskiem. Kamlarze nadzorowali też prace budowlane na terenie miasta i remonty dróg. Niekiedy, jak np. w średniowiecznym Elblągu, występowało dwóch kamlarzy – do spraw wewnętrznych i zewnętrznych. 